# Apollonio di Benevento
Apollonio (IV secolo – IV secolo) è stato un vescovo italiano di Benevento, venerato a Benevento come santo.

## Biografia
Nei cataloghi tradizionali dei vescovi di Benevento sant'Apollonio è considerato come 16º vescovo, se si ammette come protovescovo san Fotino (I secolo), oppure come 4º vescovo, se si pone come primo vescovo beneventano san Gennaro (IV secolo). Succedette sulla cattedra di Benevento a san Doro.
Nelle fonti letterarie, è menzionato per la prima volta da Filippo Ferrari (1625), che lo indica come «tertius episcopus post S. Ianuarium»; le successive opere di De Vipera (1636) e di Sarnelli (1691) lo danno invece come 16º vescovo beneventano.
Scrive Sarnelli che «…non piacendo agli empj, venne da questi acremente perseguitato, onde egli per evitare i mali, che i di lui persecutori si chiamavan sul capo, fecesi fuor di città una casetta, e quivi a guisa di romito esercitò al meglio che puoté la sua cura pastorale, finattanto che richiamato al Cielo dall'esilio alla patria felicemente pervenne».
Cronologicamente viene collocato nel IV secolo, De Vipera, Sarnelli e Ughelli al 326, i Bollandisti al 332. Di questo vescovo non esiste tuttavia nessun documento storico che dia ulteriori informazioni sulla sua vita e sull'epoca precisa in cui ha vissuto.
Le reliquie di sant'Apollonio si trovavano nella cattedrale di Benevento e furono traslate sotto l'altare maggiore il 10 novembre 1687 dall'arcivescovo Pietro Francesco Orsini, futuro papa Benedetto XIII. La sua festa liturgica era celebrata l'8 luglio.
Data la vicinanza della celebrazione di sant'Apollonio di Benevento (8 luglio) con quella di sant'Apollonio di Brescia (7 luglio), Lanzoni suggerisce l'ipotesi che si tratti del medesimo santo bresciano, venerato a Benevento il giorno seguente e poi impropriamente inserito nella cronotassi dei vescovi locali.